# 26395 Megkurohara
26395 Megkurohara este un asteroid din centura principală de asteroizi.

## Descriere
26395 Megkurohara este un asteroid din centura principală de asteroizi. A fost descoperit pe 14 noiembrie 1999 la Socorro, New Mexico, în cadrul proiectului LINEAR. Asteroidul prezintă o orbită caracterizată de o semiaxă mare de 2,45 ua, o excentricitate de 0,13 și o înclinație de 2,8° în raport cu ecliptica.